# Governo Bierlein
Il Governo Bierlein è stato il 32º governo dell'Austria entrato in carica ad interim il 3 giugno 2019, in seguito alla fine del governo Kurz I; si è dimesso il 7 gennaio 2020 con l'entrata in carica del governo Kurz II.
In seguito alla vicenda dello scandalo di Ibiza, il 30 maggio 2019 il presidente austriaco Alexander Van der Bellen nominò cancelliere Brigitte Bierlein, presidente della Corte Costituzionale austriaca, alla guida di un governo di transizione in carica fino alle elezioni legislative dell'autunno.
È stata la prima donna cancelliere nella storia dell'Austria, il primo cancelliere a non appartenere a nessuno dei partiti politici del paese (essendo stato questo il primo governo tecnico) e la prima cancelliera ad essere stata nominata a causa di una mozione di sfiducia.

## Composizione
Partito della Libertà Austriaco (FPÖ)
     Partito Popolare Austriaco (ÖVP)
     Indipendente 
| Carica                                                                   | Titolare | Titolare                                   | Partito | Partito      |
| ------------------------------------------------------------------------ | -------- | ------------------------------------------ | ------- | ------------ |
| Cancelliere federale                                                     |          | Brigitte Bierlein                          |         | Indipendente |
| Vicecancelliere                                                          |          | Clemens Jabloner (Fino al 04 Ottobre 2019) |         | Indipendente |
| Finanze, Servizio civile e sport                                         |          | Eduard Müller                              |         | Indipendente |
| Sostenibilità e turismo                                                  |          | Maria Patek                                |         | Indipendente |
| Ministero degli Affari costituzionali, riforme, deregolazione e giustiza |          | Clemens Jabloner                           |         | Indipendente |
| Interno                                                                  |          | Wolfgang Peschorn                          |         | Indipendente |
| Istruzione, scienza e ricerca                                            |          | Iris Eliisa Rauskala                       |         | Indipendente |
| Trasporti, innovazione e tecnologia                                      |          | Andreas Reichhardt                         |         | FPÖ          |
| Europa, integrazione e affari esteri                                     |          | Alexander Schallenberg                     |         | ÖVP          |
| Difesa                                                                   |          | Thomas Starlinger                          |         | Indipendente |
| Donne, famiglie e gioventù                                               |          | Ines Stilling                              |         | Indipendente |
| Digitale ed economia                                                     |          | Elisabeth Udolf-Strobl                     |         | Indipendente |
| Lavoro, affari sociali, salute e protezione dei consumatori              |          | Brigitte Zarfl                             |         | Indipendente |